# 코믹 릴리프
코믹 릴리프(영어: Comic relief)는 심각한 이야기에 긴장을 완화하기 위해 나타나는 해학적인 등장인물 · 장면이다.